# تبلية
التبلية أداة تستخدم للمساعدة في تسلق النخلة، لقطف التمر وخدمة النخلة عند تكريب النخلة وتركيز عثوق التمر.
تتكون التبلية من حصيرة محاكة من حبال القنب أو من ليف النخلة وفي نهايتي الحصيرة يثبت حبل معدني (سلك) بطول مناسب ليلتف حول جذع النخلة، يضع الفلاح أو صاعود النخل حول عجزه ويلف الحبل حول جذع النخلة ويعلقه بالجهة الأخرى من الحصيرة، وبذلك يتمكن الصاعود من تسلق النخلة بسهولة، كما يستطيع أن يسند جسمه على الحصيرة ويقوم بعمله بكل سهولة وأمان.